# Campeonato Amapaense de Futebol de 2025 - Série A
O Campeonato Amapaense de Futebol - Série A de 2025 (também conhecido como Amapazão Série A de 2025), foi a 80ª edição da primeira divisão profissional do Campeonato Amapaense. O torneio estadual foi organizado pela Federação Amapaense de Futebol (FAF). Ao fim do campeonato, o Trem consagrou-se pentacampeão ao conquistar seu décimo título.

## Regulamento
O Campeonato Amapaense de Futebol  Profissional Série A de 2025, contará com oitos clubes que disputaram classificação para competições nacionais e regionail organizadas pela CBF e rebaixamentos para as duas últimas equipes da classificação geral ao término do torneio acontecendo o descenso, a competição terá três fases diferentes sendo elas primeira fase, segunda fase ou semifinal, terceira fase ou final, para revelar o vencedor do campeonato estadual profissional
| Primeira fase — Fase regular — Fase de pontos corridos — Fase classificatória |
| --- |
| Na primeira fase, que compreende a fase classificatória, os competidores jogarão entre si em turno único, e em confronto direto, classificando-se para fase semifinal as quatro agremiações melhores posicionadas ao final desta fase e as duas últimas equipes serão rebaixadas para a segunda divisão.                                                                              |
| Critérios de desempate |
| Ocorrendo igualdade em pontos ganhos entre dois ou mais clubes aplicam-se sucessivamente, na fase classificatória, os seguintes critérios técnicos de desempate: 1) maior número de vitórias; 2) maior saldo de gols; 3) maior número de gols pró; 4) confronto direto; 5) menor número de cartões vermelhos; 6) menor número de cartões amarelos; 7) sorteio público na sede da FAF. |

| Segunda fase — Semifinal |
| --- |
| A segunda fase, que compreende a fase semifinal, será disputada no sistema mata-mata em duas partidas ida e volta, entre as quatro melhores equipes da fase classificatória. As duas melhores equipes da fase classificatória disputam a semifinal com a vantagem do empate. |

| Terceira fase — Final |
| --- |
| A fase final ou final será realizada em dois jogos pelas equipes vencedoras dos confrontos da fase semifinal. Caso o confronto do mata-mata final termine empatado no placar agregado, o título é decidido em disputa de pênaltis. |

| Classificações nacionais e regional |
| --- |
| O campeão do campeonato amapaense de 2025 terá o direito de encaminhar a sua respectivamente vagas para competições, nacionais e regional, pois se classificando-se para, á Copa do Brasil de 2026, Brasileirão Série D e Copa Verde de 2026 que representará o estado do Amapá em competições organizadas pela CBF, o vice-campeão terá o direito de reivindicar uma única vaga em competições organizadas pela CBF, sendo um passaporte para Copa do Brasil de 2026, se unido com o campeão, sendo representantes do estado do Amapá na Copa do Brasil |

## Transmissões
Pela primeira vez em sua história, o Amapazão terá transmissão em uma TV Aberta. Elas ocorrerão na TV Equinócio (Afiliada da Record), sempre aos sábados as 16h, e em horários autorizados pela cabeça de rede para jogos durante a semana.
Na internet, os jogos não exibidos pela TV Equinócio será exibida gratuitamente, no Youtube da FAF TV, PROGRAMAPOTOCA, Radio +Macapá, NA MARCA DO PENALTY e do Mais 3 Minutos.

## Equipes participantes

### Promovidos e rebaixados
| Pos. | Rebaixado da Primeira Divisão de 2024 |
| ---- | ------------------------------------- |
| 7º   | Macapá                                |
| 8º   | São Paulo-AP                          |

| Pos. | Promovido da Série B de 2024 |
| ---- | ---------------------------- |
| 1º   | Portuguesa-AP                |
| 2º   | Cristal                      |

### Informações das equipes
| Aumento | Equipes promovidas da Série B de 2024 |

## Primeira fase
| Pos | Equipe          | Pts | J | V | E | D | GP | GC | SG  | Classificação ou descenso    |   | TRM | ORA | IND | SAN | CRI | YPI | POR | STN |
| --- | --------------- | --- | - | - | - | - | -- | -- | --- | ---------------------------- | - | --- | --- | --- | --- | --- | --- | --- | --- |
| 1   | Trem            | 16  | 7 | 5 | 1 | 1 | 16 | 5  | +11 | Próxima fase                 |   | —   | 0–1 | –   | –   | –   | 3–0 | 3–1 | 5–1 |
| 2   | Oratório        | 16  | 7 | 5 | 1 | 1 | 11 | 5  | +6  | Próxima fase                 |   | –   | —   | 0–2 | 1–0 | 2–0 | –   | 1–1 | –   |
| 3   | Independente-AP | 14  | 7 | 4 | 2 | 1 | 11 | 5  | +6  | Próxima fase                 |   | 0–2 | –   | —   | 2–0 | 2–2 | –   | –   | 3–1 |
| 4   | Santos-AP       | 9   | 7 | 3 | 0 | 4 | 9  | 9  | 0   | Próxima fase                 |   | 1–2 | –   | –   | —   | 1–3 | 1–0 | –   | 4–0 |
| 5   | Cristal         | 8   | 7 | 3 | 2 | 2 | 13 | 7  | +6  |                              |   | 1–1 | –   | –   | –   | —   | –   | 1–0 | 6–0 |
| 6   | Ypiranga-AP     | 8   | 7 | 2 | 2 | 3 | 8  | 7  | +1  |                              | – | 1–2 | 0–0 | –   | 1–0 | —   | –   | –   |     |
| 7   | Portuguesa-AP   | 5   | 7 | 1 | 2 | 4 | 5  | 9  | −4  | Rebaixados à Série B de 2026 |   | –   | –   | 0–2 | 1–2 | –   | 0–0 | —   | –   |
| 8   | Santana         | 0   | 7 | 0 | 0 | 7 | 4  | 30 | −26 | Rebaixados à Série B de 2026 |   | –   | 1–4 | –   | –   | –   | 1–6 | 0–2 | —   |

1. ↑  O Cristal foi punido com a perda de 3 pontos pela escalação irregular de jogador na primeira rodada.[6]

Posições de cada clube por rodada;
| Rodada ↓ | CRI | IND | ORA | POR | STN | SAN | TRE | YPI |
| -------- | --- | --- | --- | --- | --- | --- | --- | --- |
| 1ª       | 8   | 1   | 3   | 7   | 6   | 4   | 1   | 5   |
| 2ª       | 6   | 1   | 2   | 4   | 8   | 5   | 3   | 7   |
| 3ª       | 7   | 1   | 3   | 5   | 8   | 4   | 2   | 6   |
| 4ª       | 7   | 2   | 4   | 5   | 8   | 3   | 1   | 6   |
| 5ª       | 5   | 2   | 3   | 6   | 8   | 4   | 1   | 7   |
| 6ª       | 5   | 3   | 2   | 6   | 8   | 4   | 1   | 7   |
| 7ª       | 5   | 3   | 2   | 7   | 8   | 4   | 1   | 6   |
| Rodada ↑ | CRI | IND | ORA | POR | STN | SAN | TRE | YPI |

     Classificados para as Semifinais do Campeonato Amapaense de 2025 
     Rebaixado para à Série B de 2026 

## Fase final
Em itálico, as equipes que jogarão pelo empate por ter melhor campanha e em negrito as equipes vencedoras das partidas. Na final, não há vantagem de empate para nenhuma equipe.
|  |  |

|  | Semifinais      | Semifinais | Semifinais | Semifinais |   |      | Final | Final | Final | Final |
|  |                 |            |            |            |   |      |       |       |       |       |
|  | Trem            | 1          | 3          | 4          |   |      |       |       |       |       |
|  | Santos-AP       | 1          | 0          | 1          |   |      |       |       |       |       |
|  | Santos-AP       | 1          | 0          | 1          |   | Trem | 1     | 1     | 2     |       |
|  |                 |            |            |            |   | Trem | 1     | 1     | 2     |       |
|  |                 | Oratório   | 0          | 1          | 1 |      |       |       |       |       |
|  | Oratório        | Oratório   | 0          | 1          | 1 | 2    | 0     | 2     |       |       |
|  | Oratório        |            |            |            |   | 2    | 0     | 2     |       |       |
|  | Independente-AP | 0          | 2          | 2          |   |      |       |       |       |       |

## Premiação
| Campeão Amapaense 2025          |
| ------------------------------- |
| Trem Pentacampeão (10.º título) |

## Estatísticas

### Artilharia
| Pos. | Jogador          | Equipe          | Gols |
| ---- | ---------------- | --------------- | ---- |
| 1    | Aleílson         | Trem            | 6    |
| 1    | Tony Love        | Cristal         | 6    |
| 3    | Magno Ribeiro    | Oratório        | 4    |
| 3    | Taygor           | Santos-AP       | 4    |
| 5    | Balão Marabá     | Oratório        | 3    |
| 5    | Dudu             | Trem            | 3    |
| 5    | Lucas Rondineles | Independente-AP | 3    |
| 5    | Luiz Philippe    | Independente-AP | 3    |

## Classificação geral
| Pos | Equipe          | Pts | J  | V | E | D | GP | GC | SG  | Classificação ou descenso                                                                         |
| --- | --------------- | --- | -- | - | - | - | -- | -- | --- | ------------------------------------------------------------------------------------------------- |
| 1   | Trem            | 24  | 11 | 7 | 3 | 1 | 22 | 7  | +15 | Campeão e classificado à Copa do Brasil de 2026, Brasileirão Série D de 2026 e Copa Verde de 2026 |
| 2   | Oratório        | 20  | 11 | 6 | 2 | 3 | 14 | 8  | +6  | Vice-campeão e classificado à Copa do Brasil de 2026                                              |
| 3   | Independente-AP | 17  | 9  | 5 | 2 | 2 | 13 | 8  | +5  | Eliminado na semifinal                                                                            |
| 4   | Santos-AP       | 10  | 9  | 3 | 1 | 5 | 10 | 13 | −3  | Eliminado na semifinal                                                                            |
| 5   | Cristal         | 8   | 7  | 3 | 2 | 2 | 13 | 7  | +6  |                                                                                                   |
| 6   | Ypiranga-AP     | 8   | 7  | 2 | 2 | 3 | 8  | 7  | +1  |                                                                                                   |
| 7   | Portuguesa-AP   | 5   | 7  | 1 | 2 | 4 | 5  | 9  | −4  | Rebaixados à Série B de 2026                                                                      |
| 8   | Santana         | 0   | 7  | 0 | 0 | 7 | 4  | 30 | −26 | Rebaixados à Série B de 2026                                                                      |

1. ↑  O Cristal foi punido com a perda de 3 pontos pela escalação irregular de jogador na primeira rodada.[7]